# Kołtyniany (okręg tauroski)
Kołtyniany (lit. Kaltinėnai) – miasteczko na Litwie, położone w okręgu tauroskim w rejonie szyłelskim, 19 km na wschód od Szyłeli, 728 mieszkańców (2011). Siedziba starostwa Kołtyniany. Znajduje się tu kościół, kaplica z XVIII wieku, poczta, szkoła, szpital i zachowana drewniana synagoga z XIX wieku.

## Historia
Pierwsze wzmianki o miejscowości pochodzą z XV wieku. 
Podczas okupacji hitlerowskiej, 4 września 1941 roku Niemcy utworzyli getto dla żydowskich mieszkańców. Przebywało w nim około 120 osób. 16 września 1941 roku Niemcy zlikwidowali getto, a Żydów zamordowali w lesie Tubines. 
Herb miasteczka został zatwierdzony w 2009 roku.